# Aram Khatchatourian
Pour les articles homonymes, voir Khatchatourian.
Œuvres principales
- Gayaneh (1942/43)
- Mascarade (1941/44)
- Spartacus (1950/56)

Aram Ilitch Khatchatourian (arménien : Արամ Խաչատրյան russe : Арам Ильич Хачатурян) est un compositeur soviétique arménien, né le 24 mai 1903 (6 juin dans le calendrier grégorien) à Tiflis (gouvernement de Tiflis dans l'Empire russe, actuelle Géorgie) et mort le 1er mai 1978 à Moscou (URSS).
Khatchatourian s'est peu à peu imposé comme l'un des compositeurs « officiels » de l'Union soviétique. Il a été professeur au conservatoire de Moscou et député au Soviet suprême. Son tempérament généreux et ses talents d'orchestrateur se retrouvent dans des œuvres célèbres comme le ballet Gayaneh — et sa fameuse Danse du sabre — et Spartacus.

## Biographie

### Origine et enfance
Le père d’Aram Khatchatourian, Eguia, avait quitté son pays d’origine l’Arménie, dans les années 1870. Il s'installe à Tiflis (actuelle ville de Tbilissi, en Géorgie) pour y travailler et bâtir son atelier de reliure. C’est dans cette ville que sont nés ses cinq enfants. Aram était le cadet. L’aîné mourut jeune. Khatchatourian grandit avec les airs de musique que sa mère lui fredonnait et que certains musiciens de la rue lui inspiraient.

### Études et premières compositions
La découverte de la musique lui vient du pensionnat où il vit de 1912 à 1921, et où il prend des cours de piano pendant deux ans. Il décide ensuite de se lancer dans des études de commerce, mais continue à apprendre le piano de façon autonome. Quand il se rend pour la première fois à l’opéra, à onze ans, il tombe amoureux de la musique, bien qu’il ne pense pas entreprendre d’études en profondeur dans ce domaine.
Son frère Souren, une fois marié, part pour Moscou. Il propose alors à Aram et leur frère Levon de faire de même. À Moscou, Aram rejoint l’université ainsi que l’Académie russe de musique Gnessine, une école de marque et de très bonne réputation. Entre-temps, il entreprend des cours de violoncelle. En 1922, il donne son premier concert. Il se lance ensuite dans l’étude de la biologie et il débute des cours de composition. Outre le piano, il travaille le violoncelle ; par la suite, il étudiera la plupart des autres instruments de l'orchestre, afin d'en utiliser les plus belles ressources musicales.

### Rencontres
C'est durant ses études qu'il rencontre la « femme de sa vie », Nina Makarova. Aram entre ensuite au Conservatoire de Moscou où il est l’élève de Nikolaï Miaskovski et de Reinhold Glière, deux compositeurs populaires de l’époque.

### Mariage
En 1933, Khatchatourian épouse Nina Makarova, compositrice et élève de Nikolaï Miaskovski, avec qui il aura deux enfants. Celle-ci meurt deux ans avant Aram, en 1976.

### Mort
Khatchatourian meurt à Moscou le 1er mai 1978, peu avant son 75e anniversaire. Il est enterré au Panthéon Komitas d'Erevan, ainsi que d'autres Arméniens distingués pour avoir rendu l'art arménien accessible à tout le monde.
Son neveu Karen Khatchatourian (1920-2011) fut aussi un compositeur.

## Le compositeur

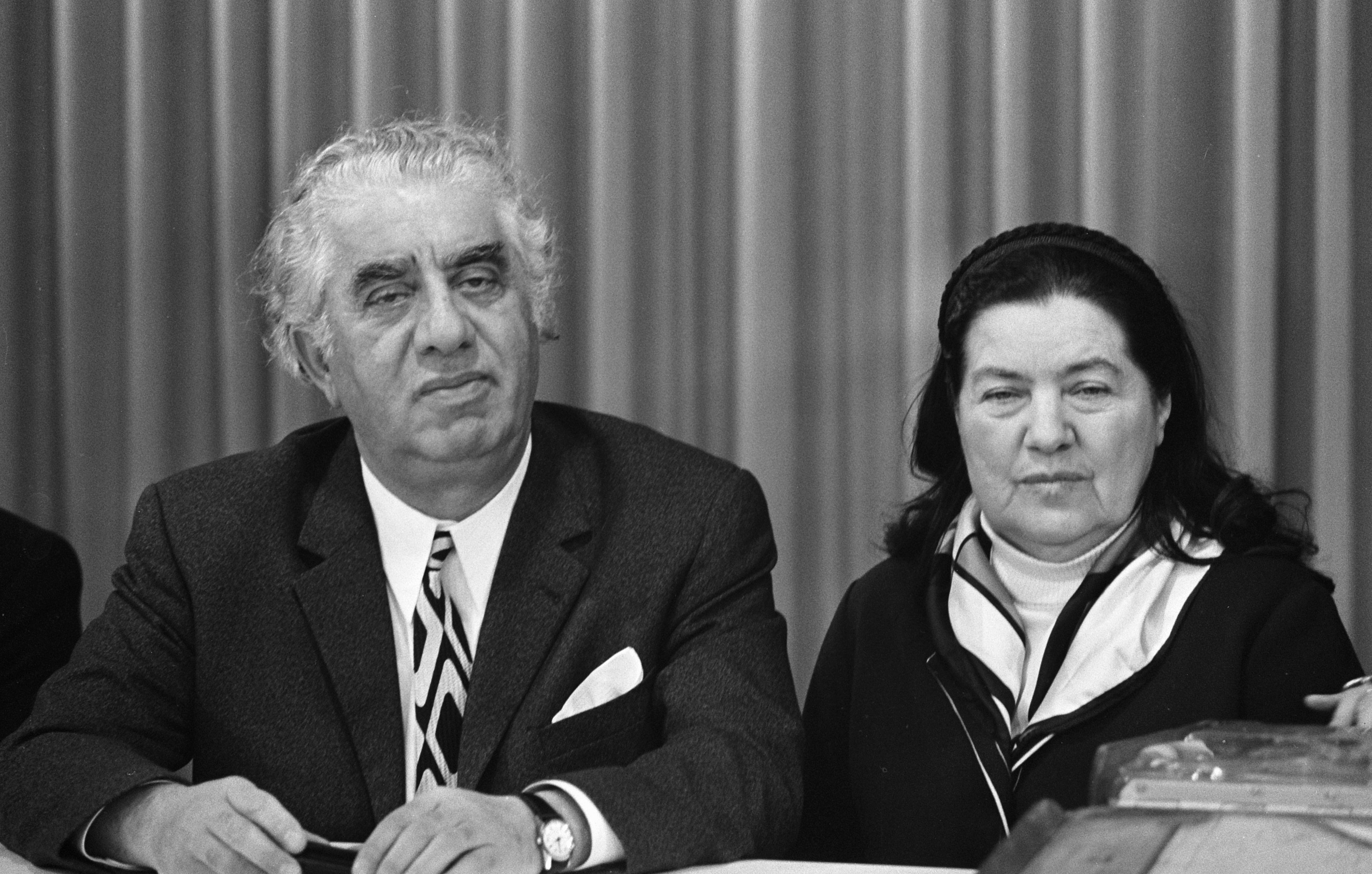
Khatchatourian avec sa femme, Nina Makarova

Khatchatourian avait déjà composé en 1932 un Trio pour clarinette, violon et piano remarqué par Prokofiev, qui le fit interpréter à Paris. En 1933, il compose une Suite pour la danse. Il s’inspire de toutes sortes de danses arméniennes, géorgiennes et ouzbeks. De façon générale, son œuvre est marquée par un goût marqué pour le folklore. À la même époque, il écrit une première symphonie, pour obtenir son diplôme du conservatoire, et aussi pour faire honneur à son pays, à l'occasion du quinzième anniversaire de ce dernier. Cette pièce composée en 1935 a comme double inspiration la musique occidentale et le folklore arménien. Il compose aussi, la même année, la musique du film Pépo, première composition d'une longue carrière de compositeur de musique de scène, avec plus de quarante œuvres pour le cinéma et le théâtre. Doté d’une oreille mélodique certaine, Khatchatourian est surtout doué pour le ballet, la musique de film ou de scène. Il fait la plupart du temps appel à un orchestre au son mélodieux, sensuel, postromantique voire lyrique.
Khatchatourian a été le premier compositeur en Union soviétique à intégrer la musique moderne dans le ballet classique. Il croyait que le public devait ressentir la même chose que les artistes qui essayaient de s'exprimer. Le Concerto pour violon et orchestre, composé en 1940 et récompensé par le Prix Staline en 1941, lui vaut la notoriété internationale et marque sa carrière. Il devient alors un des compositeurs les plus célèbres d'Union soviétique. Il compose également l'hymne de la république socialiste soviétique d'Arménie, adopté en 1944.
En 1948, au même titre que Prokofiev, Chostakovitch, et Miaskovsky, son professeur au Conservatoire, il est pointé du doigt pour ses tendances « formalistes ». Dès lors, sa production d'œuvres va peu à peu diminuer, bien qu'il écrive notamment en 1954 le célèbre ballet Spartacus que le chorégraphe Iouri Grigorovitch hissera dès les années 1960 à la notoriété mondiale.
En 1961, Khatchatourian recommence à écrire de la musique orchestrale et compose une sonate pour piano. Les années suivantes, il poursuit avec trois concertos-rhapsodies ; celui pour violoncelle (1963), très virtuose, est dédié à Mstislav Rostropovitch. Dans les dernières années de sa vie, Khatchatourian compose encore trois sonates pour violoncelle, violon et alto, peu jouées.

### Liste partielle de ses œuvres

#### Symphonies
- Symphonie no 1 en mi mineur (1934)
- Symphonie no 2 en mi mineur "Le Tocsin" (1943)
- Symphonie no 3 en ut majeur "Symphonie-Poème" (pour grand orchestre, orgue et 15 trompettes) (1947)

#### Œuvres pour soliste et orchestre
- Concerto pour piano en ré-bémol majeur (1936) Dédié à Lev Oborine, membre du trio Oistrakh
- Concerto pour violon en ré mineur (1940) Dédié à David Oïstrakh[3]
- Concerto pour violoncelle en mi mineur (1946) Créé à Moscou, le 30 octobre 1946 par son dédicataire, Sviatoslav Knouchevitski (membre du trio Oistrakh) et l'orchestre symphonique d'État d'URSS, dirigé par Alexandre Gaouk
- Concerto-rhapsodie pour piano et orchestre (1967)
- Concerto-rhapsodie pour violon et orchestre (1961) dédié à Leonid Kogan
- Concerto-rhapsodie pour violoncelle et orchestre (1963) dédié à Mstislav Rostropovitch

#### Musiques de scène et suites orchestrales
- La Veuve de Valence, musique de scène pour la pièce de Lope de Vega, composée en 1939/40 et adaptée sous la forme d'une suite orchestrale en 1953.
- Mascarade, musique de scène pour la pièce de Lermontov, composée en 1941 et adaptée sous la forme d'une suite orchestrale en 1944.

#### Ballets
- Circus
- Gayaneh, (1940/42), contenant La Danse du sabre
- Spartacus, (1950/56), contenant l'Adagio de Spartacus et Phrygie

#### Musique de chambre
- Quatuor à cordes (1931)
- Trio en sol mineur pour clarinette, violon et piano (1932)
- Sonate pour violon (1932)
- Sonate pour alto seul (1976)

#### Piano
- Les Aventures d'Ivan
- Étude
- Andantino (1926)
- Deux pièces pour piano (1926) : N°1 Valse-Caprice, N°2 Danse
- Mascarade (cinq pièces pour piano), qui contient la Valse en la mineur (1941)
- Poème en sol dièse majeur (1927)
- Toccata (1932)
- Album d'enfant - Cahier I (1947)
- Sonatine (1959)
- Sonate (1961)
- Album d'enfant - Cahier II (1965)

#### Voix
- Poème à Staline pour solistes, chœurs et orchestre (1938)
- Trois airs de concert pour Soprano et orchestre (1946)
- Ode à la mémoire de Lénine, pour solistes, chœurs et orchestre (1948)
- Ode à la Joie, pour Mezzo-soprano, ensemble de Violons, ensemble de Harpes, et orchestre (1956)

#### Guitare
- Prélude

#### Musique de films
- Pepo (1934/35)
- La Bataille de Stalingrad (1949)
- Othello (1955)
- Un Jour, le Nil (1968)
- Ces gens du Nil (1972)

#### Autres
- Hymne de la république socialiste soviétique d'Arménie (musique) : 1944

## Récompenses
- Héros du travail socialiste : 1973
- Ordre de Lénine : 1939 1963, 1973
- Ordre de la révolution d'Octobre : 1971
- Ordre du Drapeau rouge du Travail : 1945, 1966
- Médaille pour la Défense de Moscou : 1944
- Médaille du 30e anniversaire de la Victoire sur l'Allemagne : 1975
- Commandeur de l'Ordre des Arts et des Lettres : 1974
- Artiste du peuple de l'URSS : 1954
- Prix Lénine : 1959, pour la musique du ballet Spartacus
- Prix Staline :
  - 1941, pour le concerto pour violon et orchestre
  - 1943, pour le ballet Gayaneh
  - 1946, pour la Symphonie no 2
  - 1950, pour la musique du film La Bataille de Stalingrad
- Prix d'État de l'URSS : 1971, pour le cycle de trois Concerto-rhapsodies

## Hommages
Le 28 septembre 1985, le maire de Marseille Gaston Defferre a inauguré le buste d'Aram Khatchatourian (sculpté par Lévon Tokmakdjian) au Conservatoire Pierre-Barbizet de Marseille. Ce buste est offert au Conservatoire de Marseille par l'Union des Compositeurs de la R.S.S d'Arménie. Beaucoup d'invités d'honneur, des personnalités artistiques et politiques étaient présents à cette inauguration dont Edouard Mirzoyan, compositeur et président de l'Union des Compositeurs de la R.S.S. d'Arménie, Archam Babayan, président-fondateur de la Fondation Aram Khatchatourian, Pierre Barbizet, pianiste et directeur du Conservatoire de Marseille, et Michel Pezet, homme politique, président du Conseil régional de Provence-Alpes-Côte d'Azur. Le soir même, un concert dédié aux œuvres d'Aram Khatchatourian et d'Arno Babadjanian a été donné à l'Opéra de Marseille.
L'astéroïde (4802) Khatchatourian, découvert en 1989, est nommé en son honneur.